# Пкудей
Недельная глава «Пкудей» (др.-евр. פקודי‬) — двадцать третья по счету глава Торы и одиннадцатая по счету (последняя) глава книги «Шмот». В состав главы входят стихи (псуким) с 38:21 по 40:38.

## Краткое содержание главы
Глава описывает заключительную стадию строительства скинии собрания. Приводится статистика затраченных материалов, в частности драгоценных металлов (золота: 29 талантов), далее глава в деталях описывает изготовление одежд для коэнов (священников) которыми на тот момент были Аарон и его сыновья. Описывается также, как Моисей уполномочил коэнов для служения в храме.